# Följning (rörlig bild)
Följning - kameran rör på sig jäms med det filmade objektet/objekten. Kameran kan röra på sig med hjälp av en kamerakran, dolly, Steadicam eller något annat lämpligt.